# Lipnik (obwód Razgrad)
Lipnik (bułg. Липник) – wieś w Bułgarii, w obwodzie Razgrad, w gminie Razgrad. W 2023 roku liczyła 498 mieszkańców.